# Drac
Der Drac ist ein Fluss in Frankreich, der in den Regionen Provence-Alpes-Côte d’Azur und Auvergne-Rhône-Alpes verläuft. Sein Hauptquellbach Drac Noir entspringt im Pelvoux-Massiv, an der Nordwestflanke der Bergkette Crête de la Dent, nahe dem Col des Tourettes (2582 m). Die Quelle liegt im Nationalpark Écrins, im Gemeindegebiet von Orcières. Der Drac entwässert anfangs Richtung Nordwest durch die Landschaft Champsaur, schwenkt später in nördliche Richtung, durchquert den Großraum von Grenoble und mündet nach rund 130 Kilometern knapp nordwestlich davon, an der Gemeindegrenze von Sassenage und Saint-Égrève, als linker Nebenfluss in die Isère.
Der Drac durchquert auf seinem Weg die Départements Hautes-Alpes und Isère.
Er verläuft dabei etwa 90 km entlang der Route Napoléon.
Im Oberlauf des Flusses liegt die Wasserfassung des Kanal von Gap, mit dem Wasser in das Nachbartal der Durance geführt wird.

## Orte am Fluss
- Orcières
- Saint-Jean-Saint-Nicolas
- Chabottes
- Saint-Bonnet-en-Champsaur
- Chauffayer
- Corps
- Saint-Georges-de-Commiers
- Champ-sur-Drac
- Le Pont-de-Claix
- Échirolles
- Seyssins
- Grenoble
- Fontaine